# Euchaetis

Forma da planta Euchaetis

Euchaetis é um género botânico pertencente à família Rutaceae.

## Espécies
- Euchaetis abietina
- Euchaetis albertiniana
- Euchaetis avisylvana
- Euchaetis bolusii
- Euchaetis burchellii
- Euchaetis cristagalli
- Euchaetis diosmoides
- Euchaetis dubia
- Euchaetis elata